# Bathyphantes iviei
Bathyphantes iviei är en spindelart som beskrevs av Holm 1970. Bathyphantes iviei ingår i släktet Bathyphantes och familjen täckvävarspindlar. Inga underarter finns listade.